# BUTTERFLISTA すべては、愛の行為。
『BUTTERFLISTA すべては、愛の行為。』（バタフリスタ すべてはあいのこうい）は、2010年に製作された日本のオムニバス映画。監督は叶恭子。

## 概要
「LGBT(Lesbian、Gay、Bisexuality、Transgender)」「自由の愛を求めて」がテーマのショートフィルム6部作。

## ストーリー
- Chapter1：ジェラシーとパッションと信頼関係
- Chapter2：心の目で見えること
- Chapter3：一番感じる部分
- Chapter4：薔薇の接吻
- Chapter5：彼の望むこと
- Chapter6：プレシャスドールの歓び

## キャスト
- 叶恭子
- 叶美香
- ハーモニー・ブロッサム